# أجيم شاباني
أجيم شاباني (بالنرويجية البوكمول: Agim Shabani)‏ (14 فبراير 1988 - ) هو لاعب كرة قدم نرويجي في مركز الدفاع. شارك مع منتخب النرويج تحت 19 سنة لكرة القدم. أما مع النوادي، فقد لعب مع نادي فريدريكستاد وMoss FK ‏ وKvik Halden FK ‏.

## وصلات خارجية
- أجيم شاباني على موقع اتحاد النرويج (النرويجية)
- أجيم شاباني على موقع قاعدة بيانات كرة القدم.إي يو (الإنجليزية)